# Quinebaug
Quinebaug /= long pond/, jedno od plemena algonquian Indijanaca koji su pripadali široj skupini Nipmuc, a živjeli su uz rijeku Quinebaug u istočnom Connecticutu. Njihovo glavno istoimeno selo nalazilo se blizu kasnijeg Plainfielda, na području okruga Windham. 
Prema De Forestu u Plainfieldu je 1774. živjelo 25 Indijanaca, vjerojatno ostataka ovog plemena. Grad je ime iz Quinebaug promijenio u Plainfield 1700.